# Меланезийская котловина
Меланези́йская котлови́на — понижение дна в западной части Тихого океана. На севере ограничена валом и горными грядами, а также Маршалловыми и Каролинскими островами. Южной границей является жёлоб Витязя. Восточной границей являются острова Гилберта и Эллис. Имеет форму овала, вытянутого в северо-западном направлении.
Площадь котловины составляет примерно 1,5 млн квадратных километров. Протяженность — 2 600 км, ширина — 1 600 км. Средние глубины — от 3 000 до 5 400 м, максимальная — 5634 м.
В средней части котловина находится довольно широкое подводное плато, с глубинными показателями на уровне 3200 м. Имеются несколько изолированных подводных гор. Несколько других гор поднимаются на уровнем океана, образуя ряд островов — Науру, Ошен, Кусаие, Пингелап и др.
Донные отложения образованы карбонатными осадками и фораминиферовым илом, на юге — красными глубоководными глинами, а вблизи островов — коралловым песком.